# Mór (distrikt)
Mór är ett distrikt i Ungern. Det ligger i provinsen Fejér, i den västra delen av landet, 70 km väster om huvudstaden Budapest.